# 澤宮英梨子
澤宮 英梨子（さわみや えりこ、1979年3月27日 - ）は、日本の元AV女優。趣味・特技は、歌うこと、料理、スポーツ。
出演作品はわずか3本と少ないが、少女っぽさを残した風貌とおっとりとした物腰はいわゆる「お菓子系」のAV女優の草分けといえる。

## 略歴
神奈川県出身。1998年、『はちみつ』でAVデビュー。

## 出演作品
- はちみつ（1998年9月20日、宇宙企画）
- 恋するカナリア（1998年10月18日、宇宙企画）
- 放課後ポエム（1998年12月6日、宇宙企画）

## 雑誌
- ラッキークレープ 1998年5月号
- すっぴん 1998年7月号
- チュッ 1998年11月号
- アップル通信 1998年12月号
- アクションカメラJr 1999年1月号
- ニャンニャン倶楽部 1999年1月号 表紙
- Don't 1999年1月号
- ビデオ・ザ・ワールド 1999年5月号

など

## 写真集
- 画裸素窓 (1998年8月10日、バウハウス) ISBN 4-89461-118-X